# SingularityApp
Сингулярити (SingularityApp) — веб-сервис и приложение-планировщик для управления задачами. Сервис создан в 2019 году российской командой разработчиков и работает на облачных серверах.
Планировщик сочетает в себе сразу несколько популярных инструментов планирования и продуктивности: списки задач, проекты, режим календаря с просмотром почасового расписания, таймер, основанный на методе Помодоро и трекер привычек. Задачи и проекты можно выстраивать в иерархии с бесконечной вложенностью. Также к задачам можно добавлять теги, напоминания, а при поиске пользоваться фильтрацией.

## Поддерживаемые платформы
Приложение работает на macOS, iOS, Windows, Android и Linux, а также доступно для работы в веб-версии в браузерах Google Chrome, Safari, Firefox. 

## Основные функции
- постановка задач, в том числе быстрая[5] с помощью виджетов, голосового ввода, бота в Telegram, а также по email[6];
- ведение проектов, в том числе — совместная работа;
- распечатка и распознавание плана дня;
- двусторонняя синхронизация с Google Calendar;
- облачная синхронизация между устройствами.

## Типы аккаунтов
Работа SingularityApp доступна как в платном, так и в ограниченном бесплатном варианте. 
Использование бесплатной версии подразумевает отсутствие синхронизации между устройствами, двусторонней синхронизации с Google Calendar, режима просмотра задач во встроенном календаре, а также ограничение на количество проектов, секций и привычек во встроенном трекере. Для снятия этих ограничений есть различные платные подписки. 